# Ozyptila sincera
Ozyptila sincera là một loài nhện trong họ Thomisidae.
Loài này thuộc chi Ozyptila. Ozyptila sincera được Wladislaus Kulczynski miêu tả năm 1926.